# Phạm Đình Toản
Phạm Đình Toản (sinh ngày 26 tháng 5 năm 1966) là một chính trị gia người Việt Nam. Ông hiện là đại biểu Quốc hội Việt Nam khóa 14 nhiệm kì 2016-2021, thuộc đoàn đại biểu quốc hội tỉnh Hưng Yên, Phó Chủ nhiệm Văn phòng Quốc hội Việt Nam, Chủ tịch Nhóm Nghị sĩ hữu nghị Việt Nam - Thái Lan (đại biểu chuyên trách trung ương). Ông lần đầu được trung ương giới thiệu ứng cử và đã trúng cử đại biểu Quốc hội năm 2016 ở đơn vị bầu cử số 3, tỉnh Hưng Yên gồm có các huyện Văn Giang, Văn Lâm và Mỹ Hào.

## Xuất thân
Phạm Đình Toản sinh ngày 26 tháng 5 năm 1966 quê quán ở xã Đông Hoàng, huyện Đông Hưng, tỉnh Thái Bình.

## Giáo dục
- Giáo dục phổ thông: 10/10
- Trường Đại học Tài chính - Kế toán Hà Nội chuyên ngành Kế toán
- Tiến sĩ Kinh tế học
- Cao cấp lí luận chính trị

## Sự nghiệp
Ông gia nhập Đảng Cộng sản Việt Nam vào ngày 12/6/2000.
Khi lần đầu được trung ương giới thiệu ứng cử đại biểu Quốc hội Việt Nam khóa 14 vào tháng 5 năm 2016 ông đang là Ủy viên Ban chấp hành Đảng bộ Khối các cơ quan Trung ương, Phó Bí thư Đảng ủy cơ quan Văn phòng Quốc hội, Phó Chủ nhiệm Văn phòng Quốc hội Việt Nam, làm việc ở Văn phòng Quốc hội Việt Nam, có bằng cao cấp lí luận chính trị.
Ông đã trúng cử đại biểu quốc hội năm 2016 ở đơn vị bầu cử số 3, tỉnh Hưng Yên gồm có các huyện Văn Giang, Văn Lâm và Mỹ Hào, được 162.719 phiếu, đạt tỷ lệ 69,46% số phiếu hợp lệ.
Ông hiện là Ủy viên Ban Chấp hành Đảng bộ Khối các cơ quan Trung ương, Phó Bí thư Đảng ủy cơ quan Văn phòng Quốc hội, Phó Chủ nhiệm Văn phòng Quốc hội Việt Nam, Chủ tịch Nhóm Nghị sĩ hữu nghị Việt Nam - Thái Lan.
Ông đang làm việc ở Văn phòng Quốc hội.